# Зимний дворец спорта (София)

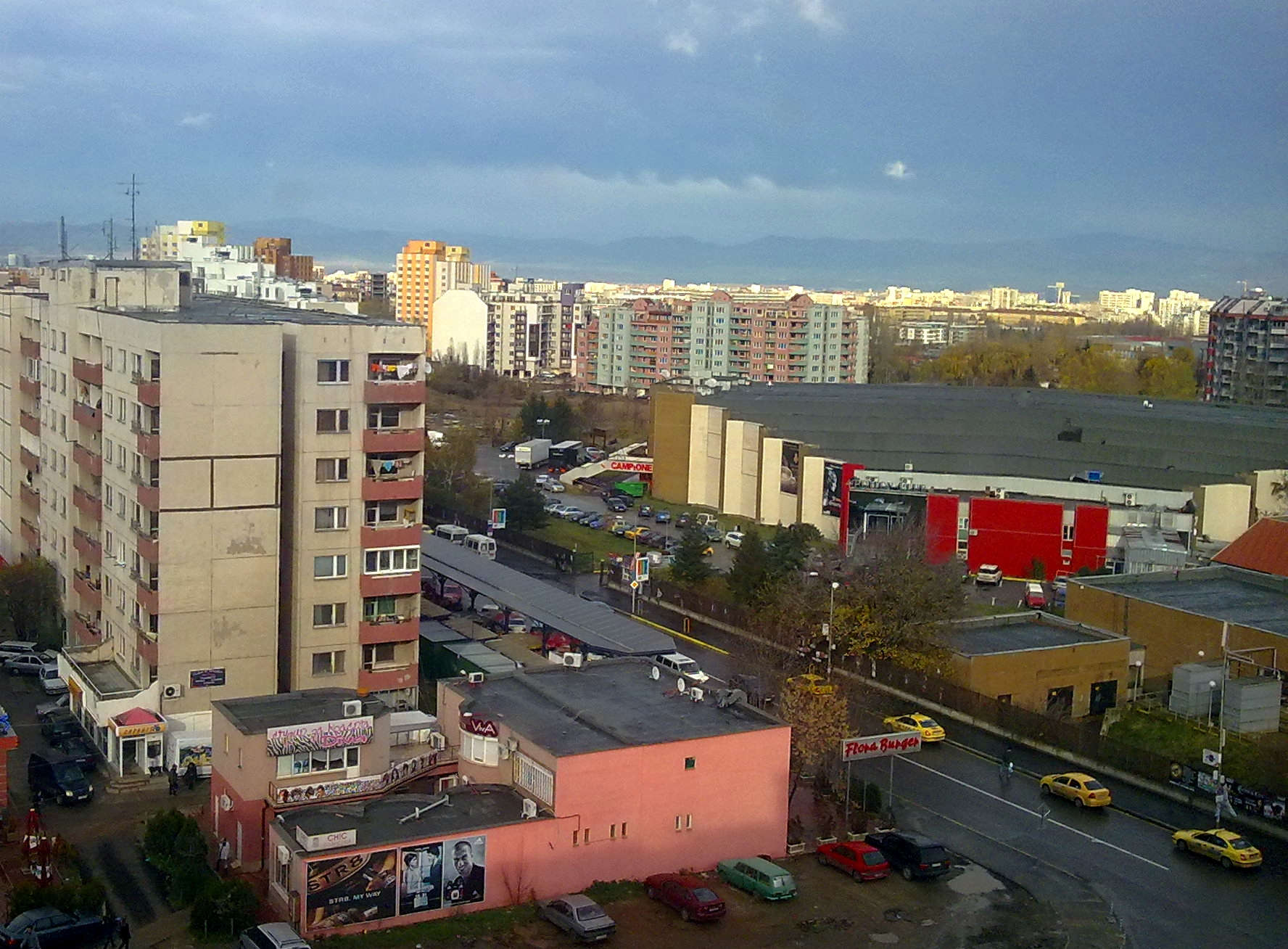
Арена в центре студенческого горока

Зимний дворец спорта (болг. Зимен дворец на спорта) — крытый спортивный комплекс, расположенный в Софии, Болгария. Арена была построена в 1982 году. Вмещает 4600 зрителей.
Является домашним стадионом сборной Болгарии по хоккею и команд, играющих в болгарской хоккейной лиге: «Академик», «Левски», ЦСКА и других.

## Крупнейшие спортивные соревнования
Хоккей с шайбой
- Группа D чемпионата Европы по хоккею с шайбой среди юниорских команд 1996
- Второй дивизион чемпионата мира по хоккею с шайбой 2003 Группа B
- Третий дивизион чемпионата мира по хоккею с шайбой среди юниорских команд 2005
- Второй дивизион чемпионата мира по хоккею с шайбой 2006 Группа A
- Второй дивизион чемпионата мира по хоккею с шайбой 2009 Группа B
- Второй дивизион чемпионата мира по хоккею с шайбой 2012 Группа B
- Третий дивизион чемпионата мира по хоккею с шайбой среди юниорских команд 2012 Группа A
- Третий дивизион чемпионата мира по хоккею с шайбой среди молодёжных команд 2013
- Третий дивизион чемпионата мира по хоккею с шайбой среди юниорских команд 2014 Группа A
- Континентальный кубок по хоккею с шайбой 2015 Группа A
- Квалификация второго дивизиона чемпионата мира по хоккею с шайбой 2016 (женщины)
- Третий дивизион чемпионата мира по хоккею с шайбой среди юниорских команд 2016 Группа A
- Квалификационная игра к отборочному хоккейному турниру Олимпиады 2018
- Третий дивизион чемпионата мира по хоккею с шайбой 2017
- Квалификация второго дивизиона чемпионата мира по хоккею с шайбой 2018 (женщины)
- Третий дивизион чемпионата мира по хоккею с шайбой среди молодёжных команд 2018
- Континентальный кубок по хоккею с шайбой 2019. Группа A
- Третий дивизион чемпионата мира по хоккею с шайбой среди юниорских команд 2019. Группа A
- Третий дивизион чемпионата мира по хоккею с шайбой 2019
- Группа А третьего дивизиона чемпионата мира по хоккею с шайбой 2022 (женщины)
- Группа B Второго дивизиона чемпионата мира по хоккею с шайбой среди юниорских команд 2022
- Группа А Второго дивизиона чемпионата мира по хоккею с шайбой среди юниорских команд 2022 (женщины)
- Группа А третьего дивизиона чемпионата мира по хоккею с шайбой среди молодёжных команд 2024

Фигурное катание
- Чемпионат мира по фигурному катанию среди юниоров 2001
- Чемпионат мира по фигурному катанию среди юниоров 2008
- Чемпионат мира по фигурному катанию среди юниоров 2009
- Чемпионат мира по фигурному катанию среди юниоров 2014

Бадминтон
- 1998 - Чемпионат Европы